# Vjačeslav (Sorokin)
Vjačeslav (světským jménem: Alexandr Nikolajevič Sorokin; * 29. dubna 1986, Pskov) je ruský duchovní Ruské pravoslavné církve a biskup kanský a bogučanský.

## Život
Narodil se 29. dubna 1986 v Pskově.
Studoval na policejním a právním lyceu v rodném městě. Roku 2004 nastoupil na Pskovské duchovní učiliště a poté na Moskevský duchovní seminář. Roku 2012 získal bakalářský titul na Moskevské duchovní akademii. 
Dne 5. dubna 2013 přijal v Trojicko-sergijevské lávře mnišský postřih se jménem Vjačeslav na počest svatého Václava. Dne 4. května byl arcibiskupem verejským Jevgenijem (Rešetnikovem) rukopoložen na jerodiákona a 4. prosince 2014 na jeromonacha.
Od 1. září 2015 byl starším asistentem prorektora Moskevské duchovní akademie. Později zde také vyučoval. Dne 19. října 2019 byl jmenován prorektorem.
V srpnu 2022 se stal klerikem chrámu Korsunské ikony Matky Boží ve vesnici Glinkovo.
Dne 30. května 2024 jej Svatý synod zvolil biskupem kanským a bogučanským. O čtrnáct dní později byl povýšen na archimandritu a biskupská chirotonie proběhla 1. srpna v chrámu Krista Spasitele v Moskvě. Hlavním světitelem byl patriarcha moskevský a celé Rusi Kirill.